# Силвия Руфини
Силвия Руфини (на италиански: Silvia Ruffini; * 1475, † 6 декември 1561, Папска държава) е италианска аристократка, метреса на кардинал Алесандро Фарнезе, бъдещ папа Павел III, и майка на четирите му деца.

## Произход
Дъщеря е на Руфино Руфини и Джулия. Има четири братя (Джакомо, Джироламо, Асканио и Марио) и две сестри (Камила и Иполита). Семейството живее в дворец в района Колона в Рим.

## Биография
Около 1496 г. се омъжва за римския търговец Джовани Батиста Криспо, от когото има трима сина: Тиберио – бъдещ кардинал, Вирджилио и Салустио. Съпругът ѝ умира към април 1501 г. Може би по това време тя вече има любовна връзка с кардинал Алесандро Фарнезе. Представена е на кардинала от сестра му Джулия (метреса на папа Александър VI. Първото им дете Констанца вероятно е родено още през 1500 г. Силвия също има още три деца от кардинала – Пиер Луиджи Паоло и Ранучо, някои от които би могло да са родени още когато съпругът ѝ е жив.
Когато Алесандро става епископ на Парма, генералният викарий на Католическата църква Бартоломео Гуидичони поисква той да прекрати връзката си с нея. Като папа Павел III пази в тайна самоличността на Силвия, страхувайки се от негативното въздействие на публичността, на която сестра му Джулия е била подложена в подобен случай. От записите на Балдасаре Молосо – поет и наставник на децата Силвия и Алесандро може да се предположи, че Павел III я е държал в Болсена – град, принадлежал на сина ѝ и където Павел III е имал вила. Това място е близо и до имотите на Камила, сестрата на Силвия.
Умира на 5 декември 1561 г. в Рим на около 86 години и е погребана в семейната крипта.

## Брак и потомство
∞ 90-те г. на 15 век (най-късно през 1496 г.) за римския търговец Джовани Батиста Криспо († 1501), от когото има трима сина̠:
- Тиберио Криспо (* 31 януари 1498, Рим; † 6 октомври 1566, Сутри), кардинал (от 1544), губернатор на Болсена (1540 – 1543 и 1553 – 1562)
- Салустио Криспо
- Вирджилио Криспо

Има трима сина и една дъщеря от кардинал Алесандро Фарнезе, бъдещ папа Павел III::
- Костанца Фарнезе (* ок. 1500, Рим; † 23 май 1545, пак там), ∞ 1517 за Бозио II Сфорца ди Санта Фиора, 9-ти граф на Санта Фиора, от когото има шест сина и четири дъщери;
- Пиер Луиджи Фарнезе Млади (* 19 ноември 1503, Рим; † 10 септември 1547, Пиаченца), 1-ви херцог на Кастро (1537 – 1545) и от 1545 г. първи херцог на Парма и Пиаченца; ∞ 1519 за Джеролама Орсини (* ок. 1503, Питиляно; † юли 1570, Витербо), дъщеря на кондотиера Луиджи Орсини, граф на Питиляно, от която има четири сина и една дъщеря;
- Паоло Фарнезе (* 1504, Рим; † 1512, пак там);
- Ранучо Фарнезе (* 1509, Рим; † 1529), кондотиер; ∞ за Вирджиния Палавичино, дъщеря на Лудовико Палавичино, маркиз на Кортемаджоре.

На 8 юли 1505 г. папа Юлий II узаконява Пиер Луиджи и Паоло. Ранучо е узаконен от папа Лъв X на 11 април 1518 г.